# Штехцойг

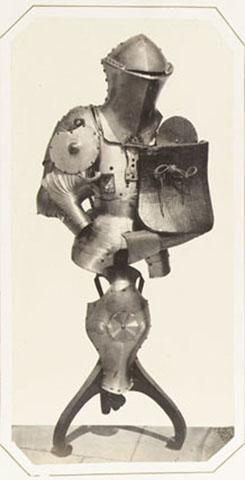
Штехцойг Альфонсо I д’Эсте герцога Феррары и Модены и Реджио. Нач. XVI в.

Штехцойг (нем. Stechzeug) — усиленный турнирный полудоспех для конных поединков рыцарей на копьях на турнирах — гештехов (gestech).

## Описание

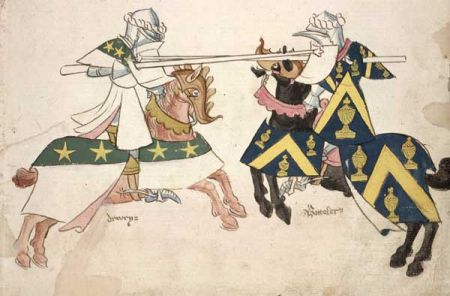
Поединок рыцарей на копьях. Рисунок нач. XVI в.

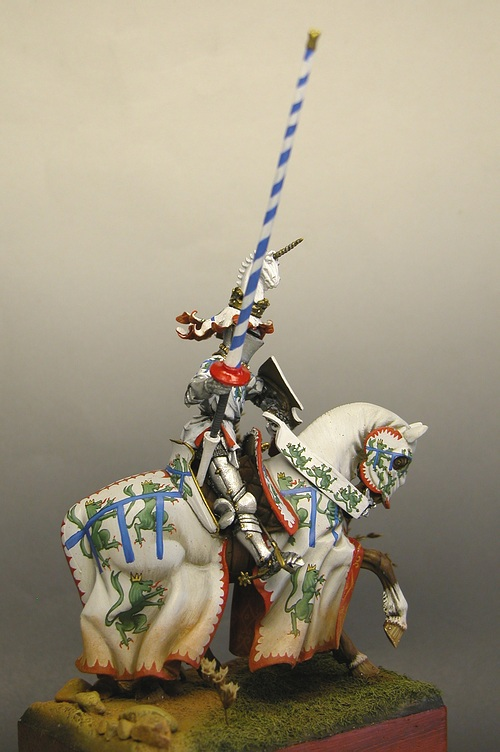
Бургундский рыцарь Жильбер де Ланнуа в штехцойге. Военная миниатюра-реконструкция по «Большому конному гербовнику» Ордена Золотого Руна XV в.

Штехцойг появился в Европе в начале XV века, предположительно в Германии.
Имел закрытый шлем типа «жабья голова» — штеххельм — из очень толстой стали, который крепился на груди тремя винтами. Нижняя часть его закрывала лицо до глаз, затылок и шею, теменная часть была несколько сплюснутой, а лицевая — вытянутой вперед. Особенностью такого шлема являлось то, что смотреть сквозь его смотровую щель можно было только тогда, когда рыцарь пригибался к шее коня, готовясь к атаке. Когда же рыцарь получал удар по шлему, а голову его забрасывало назад, он ничего уже не видел — перед глазами была глухая лицевая стенка. Глаза, таким образом, надежно защищались от попадания в них обломков расщепленного копья. Вес подобного шлема мог достигать 10 кг.

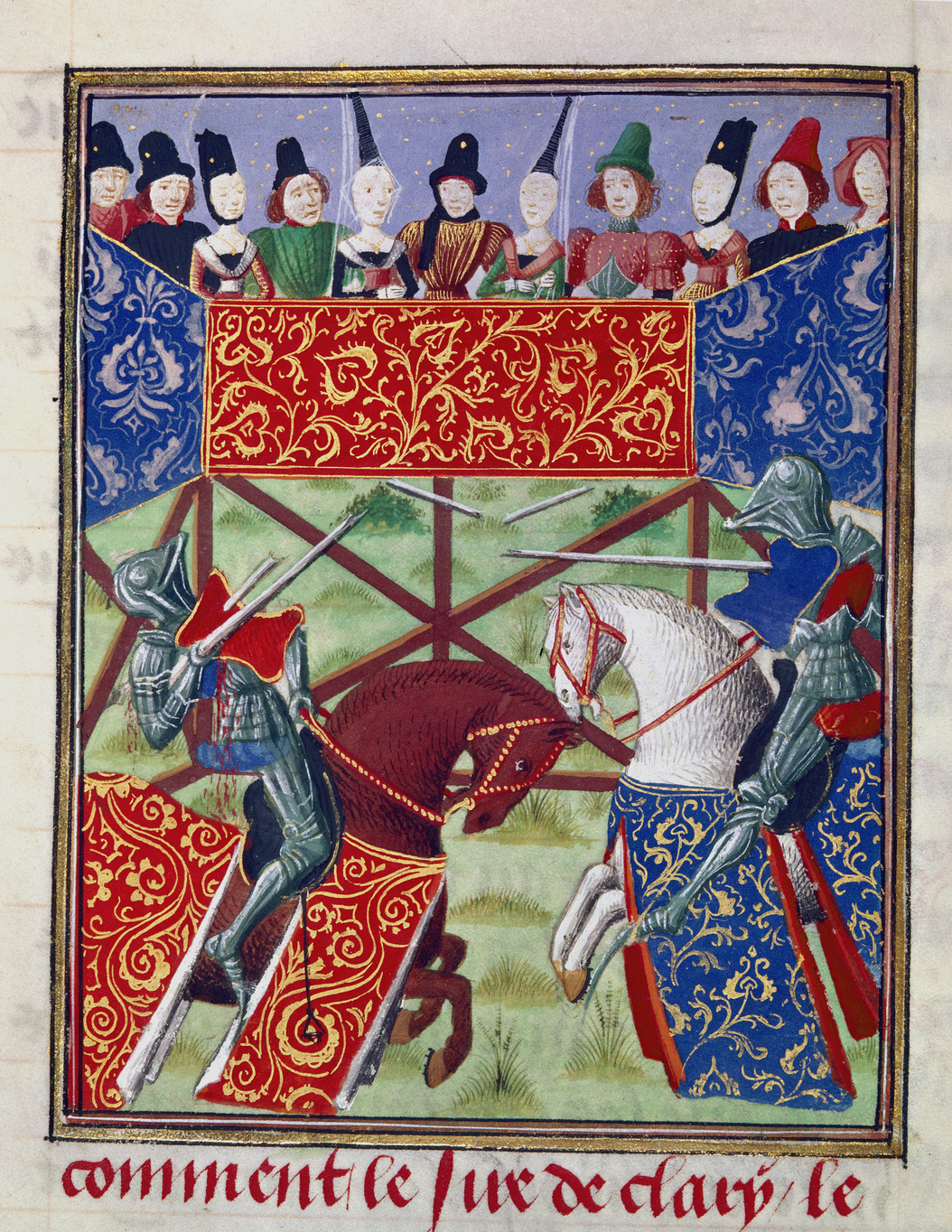
Поединок французских рыцарей. Миниатюра рукописи «Хроник» Фруассара. 1470-e гг.

Кираса штехцойга была короче боевой. На левой стороне её проделывались отверстия или прикреплялось металлическое кольцо для пропуска пеньковой веревки, служившей для прикрепления турнирного щита — тарча, для дополнительной защиты сердца. 
Размеры тарча составляли около 40 см в высоту, около 35 см в ширину и толщиной до 3 см. Его изготовляли из твердых пород дерева, облицовывали снаружи костяными или роговыми пластинками, а затем обтягивали кожей. В центре щита проделывались два отверстия, служившие для прикрепления его к кирасе.
Наспинник кирасы был обычной формы, но нагрудник имел своеобразные очертания. Левый бок его был выпуклым, а правый, к которому прижималось копье, — плоским. Справа к кирасе крепился массивный крюк для удержания копья. 
Наплечники штехцойга присоединялись к кирасе с помощью подпружиненных защелок, имели небольшие передние крылья и крупные задние. Подмышки закрывались металлическими дисками, свободно крепившимися на кожаных ремнях. Причем правый диск имел снизу полукруглый вырез для удержания копья. Правый наруч снабжен был широким наконечником с чашеобразным щитком, закрывавшим локтевой сгиб, а левый заканчивался неподвижной рукавицей. На правом наплечнике часто укреплялся металлический стержень, который препятствовал соскальзыванию копья с плеча.
К нагруднику присоединяли набрюшник, переходивший в фартук из поперечных полос, к которому спереди крепились бедренные щитки. Нижняя часть наспинника заканчивалась сегментным нахребетником, который, когда рыцаря усаживали на коня, упирался в седло и таким образом несколько облегчал ношение доспеха. Как правило, на штехцойг надевалась ещё юбка с глубокими складками из ткани, богато украшенная вышивкой.  
Подобный доспех весил более 40 кг. В военном деле никогда не использовался.

## Внешние ссылки
- Военная энциклопедия
- Русская дружина